# Challenger de Punta del Este 2024
El Punta Open 2024 fue un torneo profesional de tenis que formó parte del calendario del ATP Challenger Tour 2024, dentro de la categoría Challenger 75. La competencia se celebró entre el 22 y el 28 de enero de 2024 en la ciudad de Punta del Este, Uruguay, sobre pistas de tierra batida al aire libre. Fue la cuarta edición del certamen desde su creación.
El evento reunió a jugadores emergentes del circuito masculino, consolidándose como una parada relevante dentro del circuito sudamericano de torneos challenger.

## Campeones
- Individual masculino: Gianluca Mager () venció en la final a [nombre del finalista], [marcador final].
- Dobles masculino: Murkel Dellien () y Federico Agustín Gómez () derrotaron a [nombres de los finalistas], [marcador final].

## Jugadores participantes del cuadro de individuales
| Favorito | País                 | Jugador                | Rank1 | Posición en el torneo |
| -------- | -------------------- | ---------------------- | ----- | --------------------- |
| 1        | Bandera de Argentina | Federico Coria         | 84    | Primera ronda         |
| 2        | Bandera de Chile     | Cristian Garín         | 86    | Primera ronda         |
| 3        | Bandera de Chile     | Tomás Barrios          | 93    | Primera ronda         |
| 4        | Bandera de Argentina | Thiago Agustín Tirante | 118   | FINAL                 |
| 5        | Bandera de Brasil    | Thiago Monteiro        | 120   | Cuartos de final      |
| 6        | Bandera de Argentina | Francisco Comesaña     | 121   | Segunda ronda         |
| 7        | Bandera de Argentina | Mariano Navone         | 125   | Primera ronda         |
| 8        | Bandera de Italia    | Luciano Darderi        | 128   | Segunda ronda         |

- 1 Se ha tomado en cuenta el ranking del 15 de enero de 2024.

### Otros participantes
Los siguientes jugadores recibieron una invitación (wild card), por lo tanto ingresan directamente al cuadro principal (WC):
- Joaquín Aguilar Cardozo
- Franco Roncadelli
- Cristian Garín

Los siguientes jugadores ingresan al cuadro principal tras disputar el cuadro clasificatorio (Q):
- Murkel Dellien
- Felix Gill
- Federico Agustín Gómez
- Gianluca Mager
- Renzo Olivo
- Nikolás Sánchez Izquierdo

## Campeones

### Individual Masculino
- Gianluca Mager derrotó en la final a  Thiago Agustín Tirante por 6–7(5), 6–2, 6–0

### Dobles Masculino
- Murkel Dellien /  Federico Agustín Gómez derrotaron en la final a  Guido Andreozzi /  Guillermo Durán por 6–3, 6–2